# George Canning
George Canning (Londres, 11 de abril de 1770-Chiswick, Middlesex, 8 de agosto de 1827) fue un abogado y político británico, quien se desempeñó como ministro de asuntos exteriores de Gran Bretaña durante las Guerras Napoleónicas y luego en la «Europa de la Restauración» tras el Congreso de Viena.

## Biografía
Nacido en una familia de la gentry dedicada al comercio, el padre de Canning perdió toda la fortuna y murió un año después del nacimiento de George, por lo cual los tíos de este, ricos comerciantes, se hicieron cargo de su educación. Tras estudiar en el Colegio Eton y en la universidad de Oxford, su tío Stratford Canning lo introdujo al partido Whig, donde conoció a eminentes políticos como Charles James Fox y Edmund Burke. Luego en 1793 con ayuda de William Pitt (el Joven), Canning entraría al Parlamento como representante de la Isla de Wight y destacó por su elocuencia y dotes de oratoria así como su vasto conocimiento de asuntos políticos. 
En noviembre de 1795 tuvo su primera designación como subsecretario de Relaciones Exteriores, cargo donde mostró su fuerte antipatía hacia la Revolución Francesa apoyando las posiciones de Pitt aunque esto le valiera disputas con Lord Grenville, su superior en el ministerio. Renunció a este cargo en abril de 1799 y volvió a la Cámara de los Comunes.

### Secretario de relaciones exteriores
De nuevo gracias a la influencia de Pitt el Joven, Canning ocupó el cargo de Tesorero de la Royal Navy en 1805 al renovarse la lucha contra la Francia Napoleónica después de fracasar la Paz de Amiens; tras la muerte de Pitt en 1806 Canning fue llamado al año siguiente por el nuevo gabinete del Duque de Portland como ministro de asuntos exteriores de Gran Bretaña.
En este cargo, Canning ordenó en agosto de 1807 el bombardeo de Copenhague, además de apoyar en noviembre del mismo año la evacuación de la corte portuguesa a Brasil. También dirigió los primeros movimientos británicos en la Guerra de la Independencia española desde 1808, ayudando a la resistencia española contra los franceses. Dejó el cargo en 1809 tras disputas con Lord Castlereagh sobre la conducción de las alianzas contra Napoleón Bonaparte.
De vuelta en la Cámara de los Comunes, Canning rehusó servir en gabinetes donde estuviera presente Lord Castlereagh. Recién en 1822 Canning volvió al cargo de ministro de asuntos exteriores, año en que también fue nombrado presidente de la Cámara de los Comunes.

### Segundo cargo ministerial
En este nuevo cargo Canning apoyó también los movimientos independentistas latinoamericanos, rehusando que las potencias de la Santa Alianza auxiliaran con armas o dinero a España para recuperar sus colonias de América. Para esto Canning consideró interés de Gran Bretaña beneficiarse del comercio internacional con los nuevos Estados de América Latina antes que ayudar a la corte de Madrid para restaurar el monopolio comercial español en dichas tierras. Por otro lado, pese a las protestas de España y la Santa Alianza, Canning permitió un activo contrabando de armas y mercenarios británicos hacia Latinoamérica.
En tal sentido Canning rehusó que el "principio de intervención" sostenido por el ministro austríaco Klemens von Metternich abarcase América y en el Congreso de Verona de 1822 manifestó su oposición. Las potencias de la Santa Alianza (Prusia, Rusia, y Austria), sin fuerzas para desafiar a la Royal Navy británica en el Atlántico, aceptaron reducir su "intervención" a la España metropolitana. Canning ya escribía al respecto en 1824: «La cosa está hecha; el clavo está puesto (...) la América Española ya está libre; y si sabemos dirigir bien nuestros negocios, será británica.»
En 1825 se firmó en Buenos Aires el "Tratado de Amistad, Comercio y Navegación" entre las Provincias Unidas del Río de la Plata y Gran Bretaña, siendo el primer tratado que firmara la futura República Argentina con un país europeo, al que contribuyó con especial interés Canning. El tratado fue ratificado el 19 de febrero por el gobierno de Buenos Aires y el 10 de mayo por el de Londres. A los pocos días Canning depositó el documento en la Cámara de los Comunes, recibido con asentimiento general. Fue el primer reconocimiento de independencia a un país de Sudamérica por parte británica mediante un tratado. 
Siguiendo esta política, Canning aceptó en noviembre de 1825 a un enviado de la Gran Colombia en calidad de "embajador", siendo este el primer diplomático hispanoamericano reconocido por tal en Gran Bretaña. Al acuerdo con el Río de la Plata seguirían pactos comerciales con México, y con el recién creado Imperio del Brasil, cuya independencia reconoció Gran Bretaña tras las gestiones de Canning ante la corte de Portugal en tal sentido. Del mismo modo, instruyó al enviado británico en el Congreso de Panamá para alcanzar todos los acuerdos comerciales posibles con los países asistentes, evitando comprometerse en toda alianza política o militar.
Además, Canning respaldó la lucha independentista de Grecia respecto de Turquía considerando que el interés británico exigía tener influencia política y económica en el joven Reino de Grecia para impedir que fuera el Imperio Ruso quien acaparrase tal influencia. En cuanto a política interior, defendió la emancipación católica en Gran Bretaña.

### Primer ministro
En abril de 1827 Canning fue designado como primer ministro del Reino Unido, cargo que ejerció hasta su muerte el 8 de agosto del mismo año. Fue el primer ministro con menos tiempo en su cargo, habiendo ejercido apenas 119 días. Dicha marca fue superada posteriormente por Liz Truss habiendo apenas ejercido su cargo por 44 días entre septiembre y octubre de 2022.